# Otinotus badius
Otinotus badius är en insektsart som beskrevs av William Lucas Distant. Otinotus badius ingår i släktet Otinotus och familjen hornstritar. Inga underarter finns listade i Catalogue of Life.